# Relaciones Belice-Guatemala
Las relaciones Belice-Guatemala son las relaciones internacionales entre Belice y la República de Guatemala. Este último país estableció relaciones con Belice en 1991, diez años después de su independencia de Reino Unido. Belice tiene una embajada en la ciudad de Guatemala, mientras que Guatemala tiene una embajada en la ciudad de Belice. Los dos países han tenido una disputa de larga data sobre el territorio de Belice.

## Disputa territorial
El diferendo territorial entre la República de Guatemala y Belice es una disputa entre estos dos países debido al reclamo de Guatemala sobre, aproximadamente, 110 30 km² del territorio de Belice, así como de centenares de islas e islotes. Guatemala alega que dicho territorio es usurpado por Belice.
La disputa se inició en 1859, a partir de la firma del Acuerdo anglo-guatemalteco de 1859. El territorio reclamado por Guatemala comprende desde el río Sarstún, en el sur, hasta el río Sibún, al norte; el cual comprende aproximadamente 11 030 km². Las proporciones del reclamo se basan en que el territorio de Belice debería comprender los territorios cedidos por España a Gran Bretaña en el Tratado de París de 1783 de 1482 km² y en la segunda concesión en 1786 de 1883 km²; además del territorio propio de Belice de 4323,964 km². Por lo que el restante territorio no reconocido sería parte de Guatemala y por lo tanto estaría siendo ocupado ilegalmente por Reino Unido.